# 중도파 연합
중도파 연합(그리스어: Ένωση Κεντρώων 에노시 켄트론[*])은 그리스의 중도주의 정당이다. 이념으로는 경제적 자유주의와 중도주의를 내걸고 있다. 1992년 창당되어 20여년 동안 군소정당으로 있다가, 2015년 10월 총선에서 승리해 원내정당이 되었다.